# Myrmecodipogon
Myrmecodipogon (лат.) — род дорожных ос из подсемейства Pepsinae (Pompilidae).

## Распространение
Амфипалеарктический ареал: Австрия, Польша, южная Франция, Южная Корея, Япония (Wahis 2010, Loktionov & Lelej 2014).

## Описание
Среднего размера дорожные осы. Югальная лопасть заднего крыла равна 0,25 от длины или менее чем суббазальная ячейка M+Cu2. Пронотум вытянутый. Предположительно, как и другие близкие виды охотятся на пауков.

## Систематика
Таксон был первоначально установлен в качестве подрода в составе Dipogon Fox, 1897, а с 2012 года получил самостоятельный родовой статус в составе трибы Deuterageniini.
- Dipogon (Myrmecodipogon) asahinai (Ishikawa, 1965) — Япония
  - =Dipogon (Myrmecodipogon) asahinai Ishikawa, 1965[5]
- Myrmecodipogon choii (Lelej, 2001) — Корея
- Myrmecodipogon pannonicus (Zettel, 1993) — Австрия, Польша, Франция
  - =Dipogon fonfriai Wahis, 2004
- Другие виды